# Al Sila Tower
Al Sila Tower ist der Name eines Büro-Hochhauses auf der Insel Maryah in Abu Dhabi, der Hauptstadt der Vereinigten Arabischen Emirate.
Das Gebäude befindet sich im neu errichteten Gebäudekomplex Abu Dhabi Global Market Square und wurde im Oktober 2012 eröffnet. Der Al Sila Tower ist spiegelbildlich identisch mit dem Al Sarab Tower, 131 Meter hoch und verfügt über 31 Stockwerke. Während der Bauphase war der Name Sowwah Square Tower 1.